# 88式坦克
88式坦克是中國国产二代坦克，按中国国家军用标准武器装备命名规范其标准型号名称是“ZTZ-88”，一般称为“88式主戰坦克”，是80式坦克发展至1987年最终定型后的型号名称。成为中国人民解放军第一款正式装备部队的第二代主战坦克。88式坦克在1998年停產，在中国人民解放军陆军部队服役的88式系列坦克約有300至400辆。

## 歷史
1960年代中蘇交惡後，尤其是1969年中蘇邊界衝突后，1970年代雙方部署重兵對峙，中國當時最先進的只有59式坦克（仿制蘇聯T-54），与蘇聯的T-62、T-64以及T-72作戰性能相差太遠。
617厂（現稱內蒙古第一機械集團公司）根据军方要求開發新型坦克以對抗蘇聯坦克威胁，借鉴在珍宝岛事件中俘获來的蘇聯T-62坦克技術，在59式坦克基础上研制出69式坦克，于1974年设计定型，但依然落后于世界先进水平较多，解放軍對其并不滿意。1970年代研制的代号“122”国产二代坦克工程项目因存在诸多技术瓶颈而下马。
1978年4月，国防工办、国防科委和第五机械工业部在山西大同召开了“784”会议，讨论国产二代主战坦克的研发方案，重新提出二代主战坦克的研发目标。
1978年代号“1224”的二代坦克原理样车的研发正式开始，1980年代初还开始了代号“1226”和“1226F2”的二代坦克另一型初样车的研制设计工作。

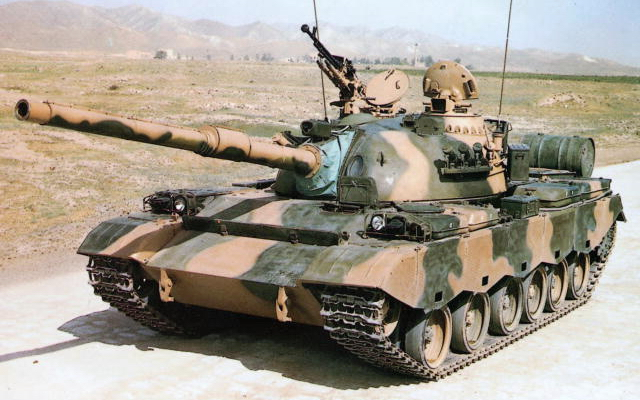
80式坦克试验样车

由于坦克新技术储备不足，为加快二代坦克研制，617厂提出在69式改型坦克的基础上，分步移植成熟的先进技术，即用于试验行走系采用小直径负重轮的“1225”坦克样车。1980年中国二代主战坦克列入国家研制计划，在1980年11月召开69（改）坦克方案论证会上，由当时的国防部长张爱萍将军提议命名为“80式坦克”。
1981年80式坦克被定为二代主战坦克原型，在试验样车上一些研究的成果应用到80式坦克上。受苏联的设计思想的影响，80式维持采用低矮及良好避弹构型的呈半球形铸造炮塔。中国从英国許可引进的代号“三七工程”的技术项目也分期运用到了80式坦克上。研發以617厂承担主要工作，447厂、616厂、201所等单位予以协助，总设计师是方慰先，定型后命名为“ZTZ-88坦克”。
88式主战坦克在1980年代末才开始逐步装备中国人民解放军，同一时期，第三代坦克已经普遍出现了，88式坦克定型时间较晚，刚入役就面临了落后的问题，当时正值中国军费压缩让步经济建设的时期，所以产量都不大。
至国产三代主战坦克大量服役后，少量88式在部分邊防地區服役。中国陆军承办國際軍事比賽-2019前夕，在新疆库尔勒赛区，88A坦克和96式坦克一同參加装备展示会。

## 型號

### 88/80-I
在ZTZ-80主战坦克的研制过程中，为进一步提升该坦克的战术技术性能，特别是火力打击能力，1986年5月，决定同步研制80式坦克的改进型，暂命名为80-I式主战坦克。1986年展开整车定型试验，1987年样车通过了鉴定试验，1987年装甲兵定型委员会通过定型审查，1988年2月正式批复设计定型，按《全军武器装备命名规定》正式命名为ZTZ-88式主战坦克。88式坦克被指定为参加“8910工程”的国庆40周年阅兵受阅新装备，仅为阅兵而小批量生产，产量很少。
88式坦克装备了基于引进的L7型坦克炮国产化改进的83式105毫米线膛坦克炮，既可发射国产弹药，也可发射北约标准的105毫米炮弹，身管采用自紧工艺，配备轻合金制成的热护套（首辆80式上并未安装，直到80-I式坦克出现后才安装了热护套），采用了可由防盾口向前抽出的结构；在身管中部有抽烟装置，射速为每分钟7发，能发射激光导引炮射导弹。88式坦克炮弹基数由80式的44发增加至48发，为国产坦克炮弹基数之最。88式坦克车体首上可在需要时披挂复合装甲提高防护力，是第一种采用复合装甲的国产坦克。
88式坦克从外形上看与80式主战坦克基本相同，但与80式坦克相比，88式坦克用从以色列引进的37A型扰动式简易火控系统替换了光点注入式火控系统。该火控系统采用三合一（潜望式观瞄、激光测距、微光夜视）炮长瞄准镜、分置式车长昼视观察仪/微光夜视观察仪和以计算机为中心的各种传感器，激光测距仪与瞄准镜合为一体，所以在外观上与80式坦克相比不再需要外挂炮塔防盾上的激光测距仪主机。其次，88式坦克将80式的一代微光像增强型夜视装置，改为二代微光像增强型夜视装置，进一步提高了坦克的夜战能力。第三，增装了增压风机和滤毒罐，使之成为真正意义上的超压集体核生化“三防”系统。第四，战斗室采用了85式自动灭火抑爆系统，能在10毫秒内自动探测到侵入车内的高能射流并输出信号，在60毫秒内实现抑爆，有效防止高能射流引起的二次效应对车内乘员伤害和对设备的损坏。第五，由80式的老式A-220A电台和A-221A型车内通话器改用CWT-167B型坦克电台和CYY-168型车内通话器，新电台用的是较粗的2.85米中馈天线，与老电台的4米鞭状天线相比，天线较之80式短和粗了一些。考虑到炮塔两侧要喷涂军徽，为此，将烟幕弹发射装置后移。与80-II式相比，88式没有前部储物架，可加挂爆炸反应装甲。

### 88B
88B坦克（工厂代号WZ122E）是88式坦克的第一个量产型号。88B式相对于88式最大的改动是用国产ISFCS-212下反稳像式火控系统代替了以色列引进的37A型简易扰动式火控系统，使坦克具备了动对动射击的能力，成为第一款正式列装的装备稳像式火控系统的国产坦克。88B坦克因为下反稳像式火控在瞄准镜中的陀螺被闭锁时，即使在不加电的情况下也可以实现炮镜同步，不需要额外炮长辅助瞄准镜，所以取消了火炮防盾一侧的炮长望远式辅助瞄准镜。1999年10月1日，在庆祝中华人民共和国成立50周年阅兵式中88B主战坦克组成装备第一方队首次公开亮相。

### 88A

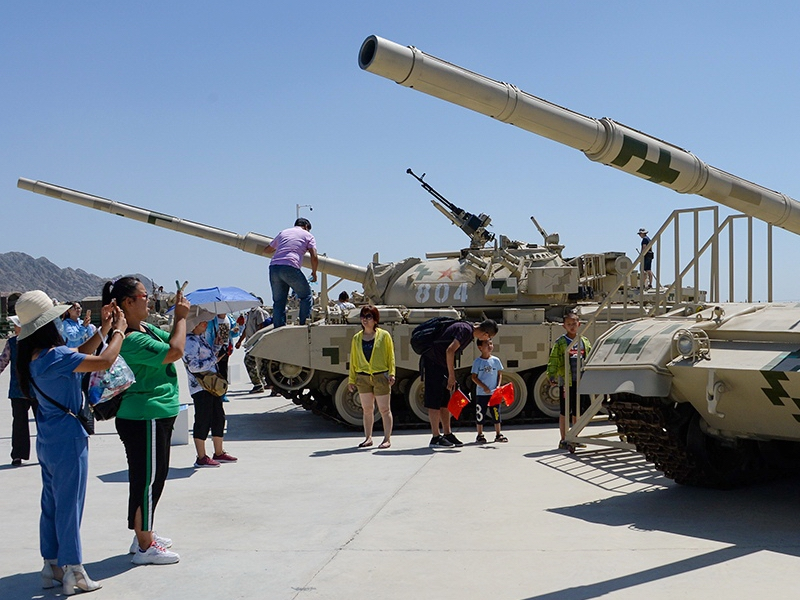
88A式坦克

88A坦克（工厂代号WZ122G）是在88B坦克之後才推出的改进型，装备有加长炮管改良性能提高穿甲威力的ZPL-94式105毫米线膛炮，是基于“三七工程”引进的L7型坦克炮国产化后进一步发展的改型，可加掛FY系列双防反應裝甲以對抗穿甲弹和破甲彈攻擊。1996年到1998年生产了两个团的88A坦克，数量在180-190辆之间。

### 88C
88C坦克是ZTZ-96主战坦克的曾用名，由外贸型85-IIM结合中国军队自用型ZTZ-88改進而成，采用焊接炮塔，裝备125毫米口径滑膛炮以及自动装弹机，发动机與88式坦克相同。

## 使用国
- 中华人民共和国：截至2022年，ZTZ-88B：168辆，不含综合训练中心的坦克，ZTZ-88A已从一线部队退役
- 緬甸 - 230+ 輛88B式坦克

## 外部連結
- （英文）China-Defense.com-88C式
- （英文）GlobalSecurity.org-80式／88式（页面存档备份，存于）
- （英文）GlobalSecurity.org-96式（页面存档备份，存于）
- （英文）Chinese Defense Today-88式
- （英文）Chinese Defence Today-96式
- （英文）Deagel.com-96式（页面存档备份，存于）
- （德文）Modellversium.de-96式（页面存档备份，存于）

| 中华人民共和国坦克系列                                                                   | 中华人民共和国坦克系列 |
| ---------------------------------------------------------------------------------------- | ---------------------- |
| 59式、62式 、63式 \| 69式、79式 \| 80式、85式、ZTZ-88 \| 90-II式、ZTZ-96、ZTZ-99、ZTQ-15 |                        |